# کمیته عالی هسته‌ای ایران
کمیته عالی هسته‌ای کمیته‌ای است در ایران که وظیفه آن عمدتاً هدایت و ایجاد هماهنگی بیشتر در موضوع هسته‌ای ایران است. این کمیته کار خود را رسماً با ابلاغی در تاریخ ۲۰ خرداد ۱۳۸۲ آغاز کرد و جلسات هفتگی آن در دبیرخانه شورای عالی امنیت ملی برگزار می‌شد.

## اعضأ
اعضای اولیه این کمیته که توسط رهبر و رئیس‌جمهور انتخاب شده‌بودند عبارتند از:
- سید محمد خاتمی (رئیس‌جمهور وقت)
- علی‌اکبر ولایتی (مشاور بین‌الملل رهبر)
- علی یونسی (وزیر پیشین اطلاعات)
- کمال خرازی (وزیر پیشین امور خارجه)
- علی شمخانی (دبیر شورای عالی امنیت ملی)
- غلام‌رضا آقازاده (رئیس پیشین سازمان انرژی اتمی)
- سید علی حسینی تاش
- علی لاریجانی(رئیس پیشین مجلس شورای اسلامی)